# Rayanistes afer
Il rayaniste (Rayanistes afer) è un cetaceo estinto, appartenente ai remingtonocetidi. Visse nell'Eocene medio (circa 42 - 40 milioni di anni fa) e i suoi resti fossili sono stati ritrovati in Africa. 

## Descrizione
Questo cetaceo era dotato, come tutti i suoi simili, di un corpo allungato e di un cranio con un muso lunghissimo. Tutti e quattro gli arti erano ancora ben sviluppati. Al contrario degli altri remingtonocetidi, Rayanistes era dotato di un ischio espanso che favoriva l'inserzione di potenti muscoli delle zampe posteriori; le vertebre lombari, inoltre, erano dotate di spine neurali inclinate posteriormente, che suggeriscono la presenza di una potente muscolatura nella parte posteriore del dorso. 

## Classificazione
Rayanistes è un rappresentante dei remingtonocetidi, un gruppo di cetacei arcaici già particolarmente specializzati, dotati di un lungo rostro ma ancora caratterizzati da arti posteriori ben sviluppati. Rayanistes, in particolare, è l'unico remingtonocetide scoperto in Africa; gli altri membri della famiglia provengono tutti dal subcontinente indiano. 
Rayanistes afer venne descritto per la prima volta nel 2016, sulla base di resti fossili ritrovati in Egitto in terreni risalenti all'Eocene medio.

## Importanza paleobiogeografica
La scoperta di Rayanistes in Egitto è importante perché dimostra che i remingtonocetidi erano eccellenti nuotatori, che avevano la capacità locomotoria di attraversare l'oceano Tetide meridionale tra l'Indo-Pakistan e l'Africa; più probabilmente, questi animali nuotavano lngo la catena di isole ora occupata da Iran, Iraq e la penisola arabica.